# Naima El Bezaz
Naima El Bezaz, née le 3 mars 1974 à Meknès (Maroc) et morte le 7 août 2020, est une écrivaine maroco-néerlandaise.
Prônant un islam féministe et la liberté d'expression, Naima El Bezaz se décrit comme ayant un sentiment d'injustice dans sa religion et dit que le Coran doit être réécrit car la femme n'est pas égale à l'homme. Elle consacre plusieurs livres à ce sujet avant de s'attirer les foudres de la communauté marocaine aux Pays-Bas, la plongeant dans une dépression dont elle ne sortira jamais.
Le 7 août 2020, elle se suicide, après avoir été menacée à plusieurs reprises par des groupes extrémistes pour ses textes jugés « choquants ».

## Biographie

### Naissance et jeunesse (1974-1996)
Naima El Bezaz naît à Meknès et émigre à l'âge de quatre ans à Alphen-sur-le-Rhin aux Pays-Bas. Son père vivait déjà aux Pays-Bas au moment où elle est née. Lorsqu'elle est jeune, elle va au Coenecoop College (nl), est discriminée et moquée à l'école par rapport à ses origines nord-africaines. Adolescente, elle déménage à Zaandam dans le quartier de Vinexwijk. Âgée seulement de douze ans, elle révèle à l'école son envie d'écrire un livre. Victime de moqueries, elle décrit dans un livre : "Même mes professeurs ne me prenaient pas au sérieux. Les gens me regardaient et se disaient constamment: celle-ci ne va jamais réussir". 
Âgée de dix-huit ans, elle participe à un concours de poèmes et remporte le concours avec une invitation au Meervaart. Elle y participe devant un public de 400 personnes. Lorsqu'elle rentre sur scène, une partie du public lui jette des cacahuètes. 
Après avoir terminé ses études secondaires, elle se spécialise dans l'écriture et les langues à l'Université de Leyde. Après avoir été diplômée, elle reçoit une invitation de la part de l'écrivaine Yvonne Kroonenberg (nl) qui introduit Naima El Bezaz dans la maison d'édition Contact. En 1995, à l'âge de vingt et un ans, son premier livre de roman De weg naar het noorden sort dans les bibliothèques. Grâce à la publication de son premier livre, elle remporte un premier titre, celui du prix Jenny Smelik-IBBY en 1996. Le livre connaît un énorme succès, parvenant à se classer dans le top 10 des livres les plus achetés dans les bibliothèques des Pays-Bas.

### Carrière (1997-2020)
En 2006, elle sort son troisième livre intitulé De verstotene. Elle y interprète le personnage Mina qui est une fille de mère française et de père marocain. Elle explique : "J'ai choisi exprès une fille ayant deux cultures. C'est une métaphore de la société occidentale actuelle. Il s'agit ici d'un déracinement de la culture marocaine. Elle peut s'intégrer autant qu'elle veut à la société, les autres la verront toujours différente. Ton ADN d'étrangère restera toujours en toi, et les autres le remarquent via ta façon de parler, de réfléchir et de penser." Le dicton du livre est sapere aude (ose réfléchir). Elle y fait comprendre que l'intégration totale est impossible, faisant référence à sa propre enfance et sa propre émigration vers les Pays-Bas lorsqu'elle avait quatre ans. Quelques années plus tard, elle est menacée de mort par des groupes extrémistes pour ses écrits dans le livre De verstotene.
Invitée dans l'émission Kopspijkers diffusée sur Nederland 3, elle y explique avoir grandi dans une famille ouverte d'esprit. Lorsqu'un passage de son livre Minnares van de Duivel est évoqué, elle fait face à deux invités religieux scandalisés par ses écrits sur la culte de la virginité et l'inégalité homme-femme en islam. Naima El Bezaz y gagne en notoriété auprès de la communauté marocaine des Pays-Bas, faisant d'elle « une femme qui salit ».

Après son passage à la télévision, Naima El Bezaz ne se sent plus en sécurité. Elle est insultée et agressée dans les rues aux Pays-Bas. Elle décide de n'y prêter aucune attention et répond sur les réseaux sociaux à ses détracteurs. L'une de ses réactions les plus marquantes est celle à propos des traces du sang qui provient de la perte de virginité de la femme lors d'un mariage musulman. 

« Il n'y a aucun passage dans le Coran, prouvant l'obligation de montrer ses traces de sang lors d'un mariage, et également, que la femme doit rester à la maison ayant l'interdiction d'aller travailler. »

Naima El Bezaz enchaîne dans la littérature néerlandaise et publie Het gelukssyndroom en 2008 et Vinexvrouwen en 2010. Naima El Bezaz plonge dans une grave dépression après une énième menace de mort après la publication de son livre Vinexvrouwen. Prônant la liberté d'expression, elle surmonte sa peur en publiant une deuxième version du livre intitulé Méér Vinexvrouwen publié 2012. Interviewé par le média NRC, elle déclare: « J'ai une grande gueule et je suis très directe. Je suis quelqu'un de très calme. Mais ma plume est extrêmement dangereuse. » Un an plus tard, elle publie In dienst van de duivel (Aux services de satan) en 2013. 

### Fin de vie
Entre 2013 et 2020, Naima El Bezaz connaît un énorme silence médiatique. Elle est placée l'hôpital psychiatrique de Zaans Medisch Centrum, tout en étant violemment boycottée par la diaspora marocaine aux Pays-Bas.
En juillet 2020, elle annonce son retour sur le réseau social Twitter. Un mois plus tard, l'écrivain Abdelkader Benali annonce publiquement sa mort : elle s'est suicidée le 7 août 2020, à la suite d'une longue période de dépression,. Sa mort provoque un choc dans le monde de la littérature et de la liberté d'expression aux Pays-Bas.

## Tentatives d'assassinat et agressions
En septembre 2006, à la suite de la publication de son livre Verstotene, elle est menacée de mort sur les réseaux sociaux. La police néerlandaise arrête dans la même année un homme néerlandais d'origine marocaine, âgé de 25 ans, préparant l'assassinat de Naima El Bezaz. La sentence de l'auteur est déclarée à 100 heures de travail d'intérêt général. Naima El Bezaz, choquée par les décisions des juges, décide de déménager à Zaandam dans le quartier de Westerwatering pour éviter quelconque incident.
En décembre 2010, un cocktail molotov est jeté en direction de son domicile à la suite de la publication de son livre Vinexvrouwen.
En mars 2011, elle se rend au commissariat de sa ville pour déposer une plainte contre une nouvelle menace de mort.

## Publications

### Publications originales en néerlandais
- 1995 : De weg naar het noorden
- 2002 : Minnares van de duivel
- 2006 : De verstotene
- 2008 : Het gelukssyndroom
- 2010 : Vinexvrouwen
- 2012 : Méér Vinexvrouwen
- 2013 : In dienst van de duivel

## Vie privée
Naima El Bezaz est mariée et a deux filles.